# La Jarrie
La Jarrie ist eine französische Gemeinde mit 3447 Einwohnern (Stand 1. Januar 2022) im Département Charente-Maritime in der Region Nouvelle-Aquitaine.

## Geographie
Die Gemeinde besteht aus einem Marktflecken und drei Weilern: Grolleau, Chassagné und Puyvineux.
Im Zentrum von La Jarrie gibt es eine kreisförmige Straße, von der Straßen, Gassen und Wege abgehen, die im zentralen Platz zusammenlaufen, an dem sich das Rathaus befindet.

## Sehenswürdigkeiten

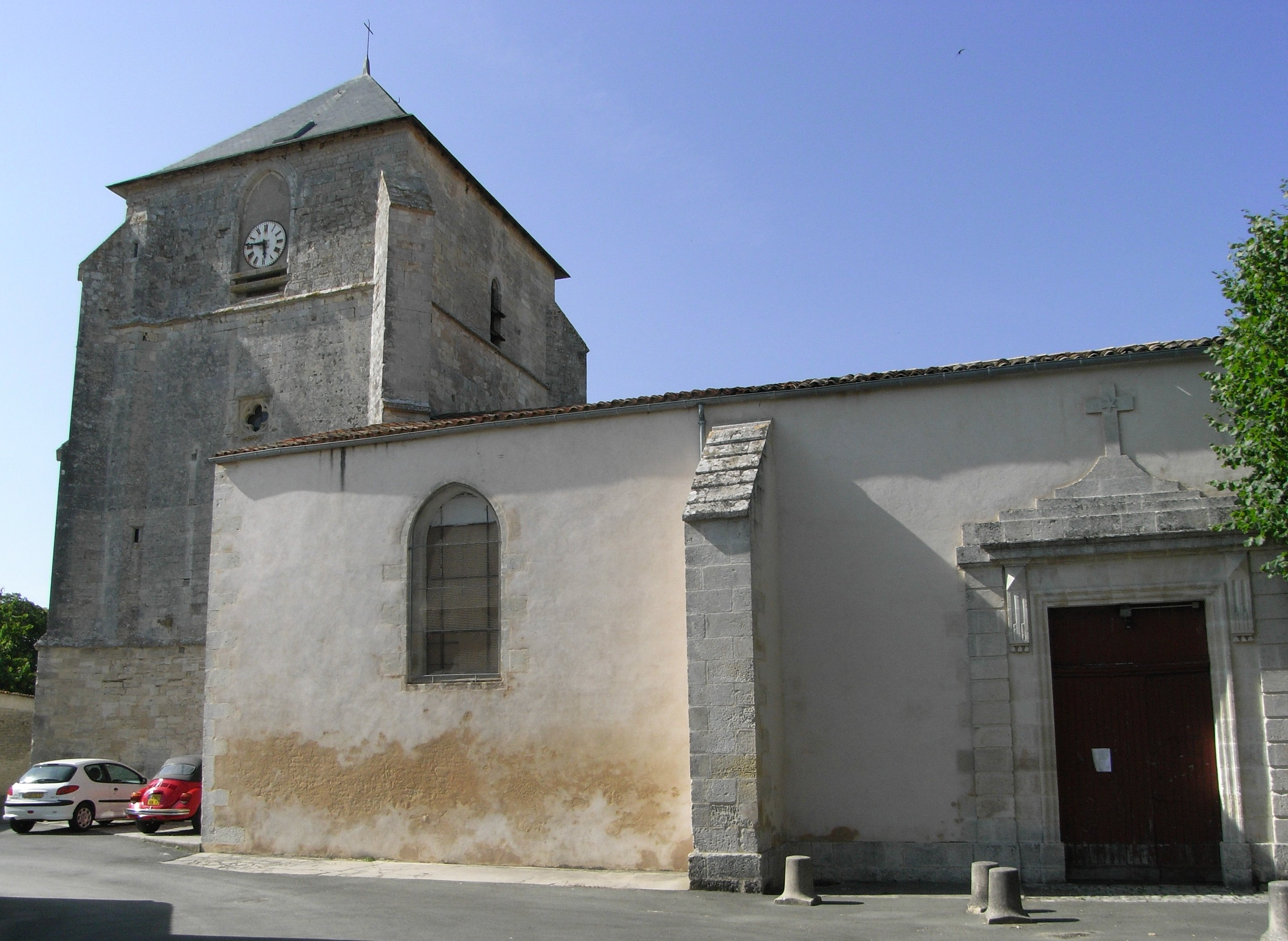
Kirche Mariä Geburt (Église de la Nativité-de-la-Sainte-Vierge)

## Bevölkerungsentwicklung
| Jahr      | 1962 | 1968  | 1975  | 1982  | 1990  | 1999  | 2006  | 2016  |
| --------- | ---- | ----- | ----- | ----- | ----- | ----- | ----- | ----- |
| Einwohner | 997  | 1.056 | 1.596 | 2.235 | 2.413 | 2.653 | 2.806 | 3.224 |

## Verkehr
Am Haltepunkt La Jarrie an der Bahnstrecke Saint-Benoît–La Rochelle-Ville verkehren TER-Züge von und nach La Rochelle-Ville und Poitiers.